# Jhohan Romaña
Jhohan Sebastián Romaña Espitia (Apartadó, 13 settembre 1998) è un calciatore colombiano, difensore del San Lorenzo.

## Carriera
Tra il 2016 ed il 2019 ha fatto parte della rosa dell'Independiente Medellín, club della massima serie colombiana, con cui ha però giocato solamente una partita in tre stagioni; successivamente è passato ai paraguaiani del Guaraní, club della massima serie locale, con cui in campionato ha giocato 19 partite in due stagioni; nel 2020, ha inoltre giocato 12 partite in Coppa Libertadores, realizzandovi anche una rete. A fine stagione si è trasferito in MLS all'Austin FC.

## Statistiche

### Presenze e reti nei club
Statistiche aggiornate al 26 aprile 2025.
| Stagione           | Squadra                | Campionato         | Campionato | Campionato | Coppe nazionali | Coppe nazionali | Coppe nazionali | Coppe continentali | Coppe continentali | Coppe continentali | Altre coppe | Altre coppe | Altre coppe | Totale | Totale |
| Stagione           | Squadra                | Comp               | Pres       | Reti       | Comp            | Pres            | Reti            | Comp               | Pres               | Reti               | Comp        | Pres        | Reti        | Pres   | Reti   |
| ------------------ | ---------------------- | ------------------ | ---------- | ---------- | --------------- | --------------- | --------------- | ------------------ | ------------------ | ------------------ | ----------- | ----------- | ----------- | ------ | ------ |
| 2016               | Independiente Medellín | A                  | 1          | 0          | CC              | 1               | 0               | -                  | -                  | -                  | -           | -           | -           | 2      | 0      |
| 2019               | Guaraní                | DP                 | 1          | 0          | -               | -               | -               | -                  | -                  | -                  | -           | -           | -           | 1      | 0      |
| 2020               | Guaraní                | DP                 | 19         | 0          | -               | -               | -               | CL                 | 12                 | 1                  | -           | -           | -           | 31     | 1      |
| Totale Guaraní     | Totale Guaraní         | Totale Guaraní     | 20         | 0          |                 | -               | -               |                    | 12                 | 1                  |             | -           | -           | 32     | 1      |
| 2021               | Austin FC              | MLS                | 25         | 0          | -               | -               | -               | -                  | -                  | -                  | -           | -           | -           | 25     | 0      |
| 2022               | Austin FC              | MLS                | 10         | 0          | USOC            | -               | -               | -                  | -                  | -                  | -           | -           | -           | 10     | 0      |
| Totale Austin FC   | Totale Austin FC       | Totale Austin FC   | 35         | 0          |                 | -               | -               |                    | -                  | -                  |             | -           | -           | 35     | 0      |
| 2023               | Olimpia                | DP                 | 15         | 0          | -               | -               | -               | CL                 | 6                  | 0                  | -           | -           | -           | 21     | 0      |
| 2024               | San Lorenzo            | PD                 | 25         | 0          | CA+CdL          | 3+13            | 0               | CL                 | 6                  | 1                  | -           | -           | -           | 47     | 1      |
| 2025               | San Lorenzo            | PD                 | 14         | 0          | CA              | 1               | 0               | -                  | -                  | -                  | -           | -           | -           | 15     | 0      |
| Totale San Lorenzo | Totale San Lorenzo     | Totale San Lorenzo | 39         | 0          |                 | 17              | 0               |                    | 6                  | 1                  |             | -           | -           | 62     | 1      |
| Totale carriera    | Totale carriera        | Totale carriera    | 110        | 0          |                 | 18              | 0               |                    | 24                 | 2                  |             | -           | -           | 152    | 2      |

## Palmarès

### Club

#### Competizioni nazionali
- Campionato colombiano: 1

Independiente Medellín: 2016-I